# Anita Roddick
Anita Lucia Roddick (Littlehampton (Sussex), 23 oktober 1942 – Chichester (West Sussex), 10 september 2007) was een Brits onderneemster, oprichtster van The Body Shop en een van de rijkste vrouwen in het Verenigd Koninkrijk.
Anita Roddick werd geboren in een Italiaans immigrantengezin. Haar moeder had een café, El Cubana, en hield zich al bezig met recycling toen dat nog helemaal niet in de mode was. Na haar middelbare school werd Anita lerares aan het Bath College of Higher Education (tegenwoordig Bath Spa University). Zij maakte vele reizen voor ze door haar moeder werd voorgesteld aan Gordon Roddick, met wie zij in 1970 in het huwelijk trad. Toen zij besloten te trouwen, hadden ze al een kind en was een tweede op komst. Het paar opende een restaurant met gezond eten en later een hotel. Noch het restaurant, noch het hotel waren een succes.
Anita werkte voor de Verenigde Naties, moest daardoor veel reizen en ontmoette zodoende mensen uit veel verschillende culturen. 

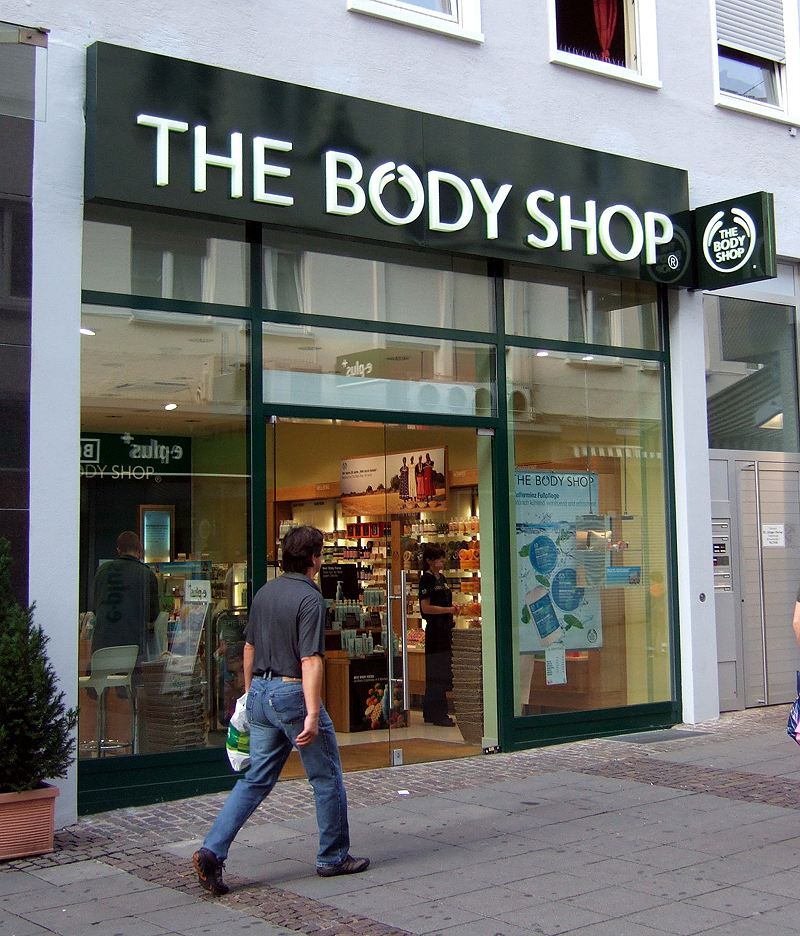
The Body Shop in Darmstadt

In 1976 richtte zij in Brighton The Body Shop op, een cosmetica-onderneming gewijd aan de productie en verkoop van ethisch verantwoorde schoonheidsproducten. Aanvankelijk startte The Body Shop als een bescheiden winkel met slechts 15 productlijnen, maar het bedrijf groeide uiteindelijk uit tot een wereldberoemde keten met talrijke vestigingen, eigen productiefaciliteiten en meer dan 300 verschillende productlijnen. In 2006 werd de complete onderneming verkocht aan het Franse cosmeticaconcern L'Oréal. 
In 1990 richtte Roddick de liefdadigheidsorganisatie Children On The Edge op voor hulp aan achtergestelde kinderen in Oost-Europa en Azië.
Begin 2007 maakte Anita Roddick bekend dat ze leed aan hepatitis C. Ze overleed op 64-jarige leeftijd aan een hersenbloeding. Ze was Dame Commandeur in de Orde van het Britse Rijk (DBE).